# Conus locumtenens
Conus locumtenens is een in zee levende slakkensoort uit het geslacht Conus. De slak behoort tot de familie Conidae. Conus locumtenens werd in 1791 beschreven door Blumenbach. Net zoals alle soorten binnen het geslacht Conus zijn deze slakken roofzuchtig en giftig. Zij bezitten een harpoenachtige structuur waarmee ze hun prooi kunnen steken en verlammen.